# Ksenia Czarnogórska
Ksenia Czarnogórska także Ksenia Petrović-Niegosz (ur. 22 kwietnia 1881 w Cetyni, zm. 10 marca 1960 w Paryżu) – księżniczka czarnogórska, członkini rodu Petrović-Njegoš, córka króla Mikołaja I Petrowića-Niegosza.

## Życiorys

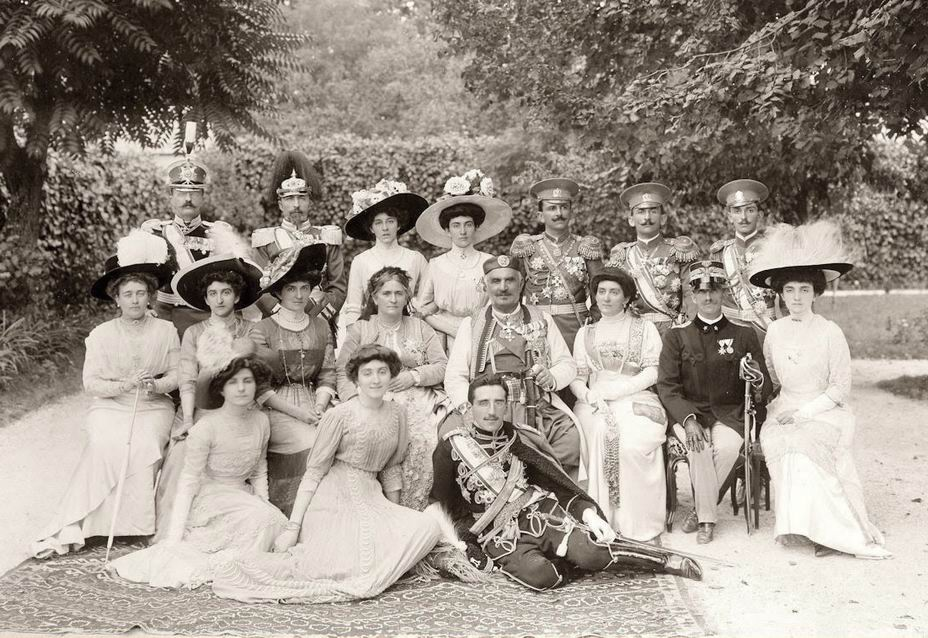
Ksenia z rodziną Petrović-Niegosz

Ksenia Petrović-Niegosz urodziła się 22 Kwietnia 1881 r. w Cetyni. Była córką króla Mikołaja I Petrowića-Niegosza (1841–1921) i jego żona Mileny Vukotić (1847–1923). Miała osiem sióstr i trzech braci. Najstarsza siostra Zorka wyszła za mąż za Piotra I – króla Serbii i Jugosławii, a dwie inne – Anastazja i Milica zostały wielkimi księżnymi Rosji. Dzięki korzystnym małżeństwom córek jej ojciec zyskał przydomek „teść Europy”. 
Wbrew oczekiwaniom ojca i wielu kandydatów na męża nie wyszła za mąż. Po upadku monarchii zamieszkała we Francji. Księżniczka Ksenia zmarła 10 marca 1960 r. w Paryżu w wieku siedemdziesięciu ośmiu lat. 
Ksenia była nieugiętą patriotką. Jej głęboką miłość do czarnogórskiego narodu i ojczyzny wyrażają fotografie czarnogórskiej codzienności, które powstały w spokojnym okresie jej życia, zanim znalazła się na wygnaniu.  W 2010 r. odbyła się wystawa fotografii „Czarnogóra w magicznym oku księżniczki Xeni” w Galerija Fotografija w Lublanie. 